# Gambaquezonia itimana
Gambaquezonia itimana là một loài nhện trong họ Salticidae. Chúng được Alberto Barrion & James A. Litsinger miêu tả năm 1995.